# Manuel de Cabanyes i Ballester
Manuel de Cabanyes i Ballester (Vilanova i la Geltrú, 27 de gener de 1808 - íd. 16 d'agost de 1833) és considerat com una de les primeres figures del romanticisme espanyol. Una escultura en el seu honor, obra de Josep Campeny i Santamaria, flanqueja l'entrada principal de la Biblioteca Museu Víctor Balaguer.
Manuel de Cabanyes va néixer a l'actualment coneguda com a Casa del Poeta Cabanyes, en una família benestant de Vilanova i la Geltrú el 1808. Era el germà de Josep Antoni de Cabanyes i Ballester i de Joaquim de Cabanyes i Ballester; el primer va ser un important col·leccionista d'art, a més de poeta i prosista; el segon, militar i pintor, va ser un dels pioners del paisatgisme romàntic. Després d'estudiar al Col·legi dels Escolapis de la ciutat, es va dirigir cap a la carrera de Dret a la Universitat de Cervera. Passà després també per les universitats de València, Osca i Saragossa. Fou un dels introductors dels nous corrents estètics europeus a Vilanova i la Geltrú.
Estudiant encara, l'abril de 1828, amb motiu d'una visita dels reis a Cervera, escriví l'oda A Doña María Josefa Amalia, reyna de España, inclosa en el llibre commemoratiu de la visita reial. Les seves poesies es van publicar en un únic llibre titulat Preludios de mi lira (1833), sense el seu nom. El 1833 es van editar unes Producciones escogidas, amb introduccions de Manuel Milà i Fontanals i Joaquim Roca i Cornet. El 1832 publicà una edició anònima en miniatura de la traducció al castellà de Las noches de Torcuato Tasso, de Giuseppe Compagnoni feta en col·laboració amb el seu amic Joaquim Roca Cornet. També traduí el vers Mirra, de Vittorio Alfieri.
La seva mort prematura va impedir el desenvolupament de la seva obra poètica, inspirada en els clàssics (Horaci) i en alguns romàntics europeus com Byron i Leopardi. Manuel de Cabanyes és un clàssic comparable a André Chénier i Ugo Foscolo. És enterrat al panteó familiar del Cementiri de Vilanova i la Geltrú.

## Referències

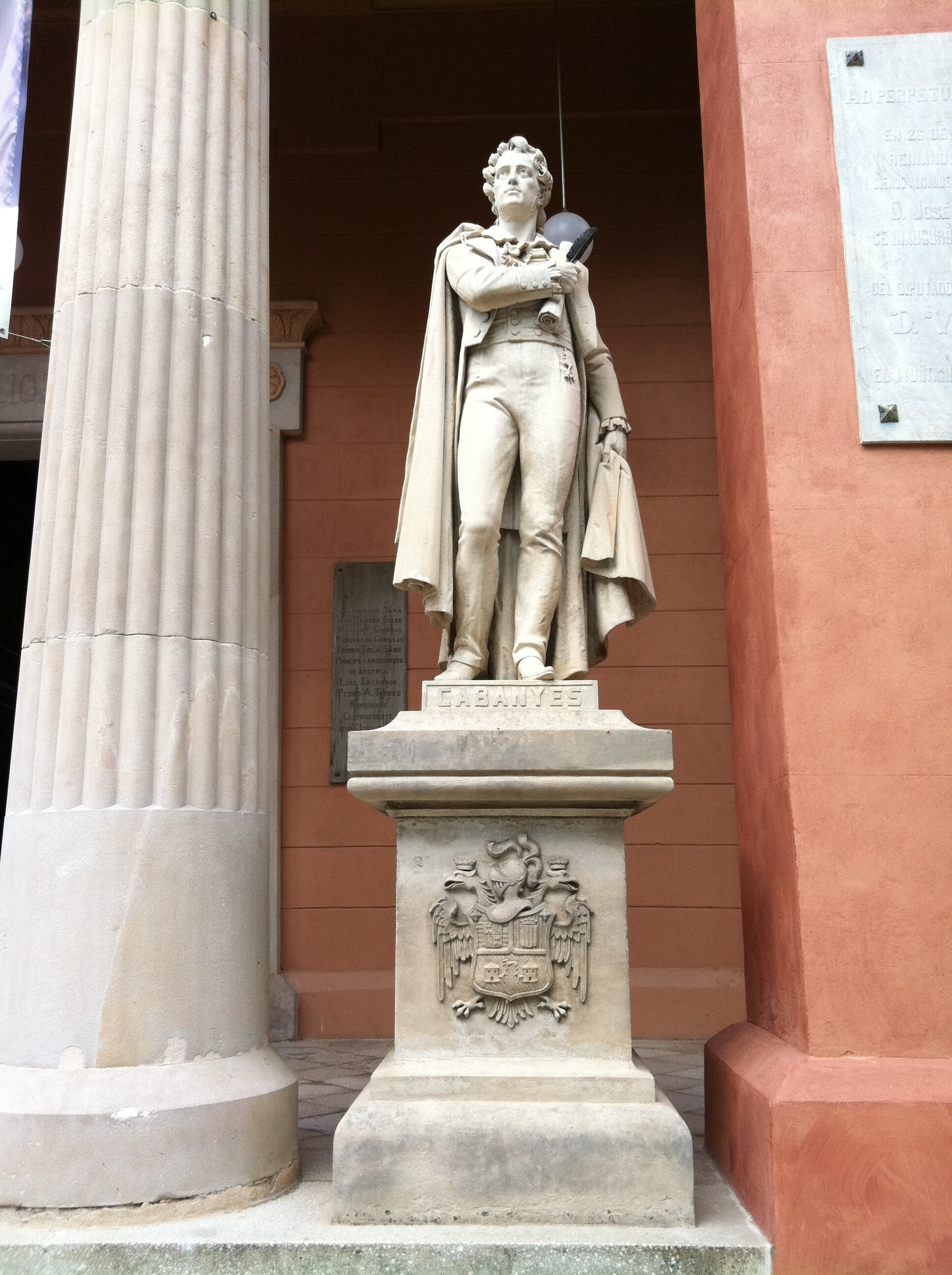
Escultura de Cabanyes a l'entrada del Museu Víctor Balaguer.